# Beek
Beek é um município dos Países Baixos, situado na província de Limburgo. Tem 21,03 km² de área e sua população em 2020 foi estimada em 15.889 habitantes.